# Metawin Opas-iamkajorn
 (juin 2024).
La mise en forme du texte ne suit pas les recommandations de Wikipédia : il faut le « wikifier ».
Les points d'amélioration suivants sont les cas les plus fréquents :
- Les titres sont pré-formatés par le logiciel. Ils ne sont ni en capitales, ni en gras.
- Le texte ne doit pas être écrit en capitales (les noms de famille non plus), ni en gras, ni en italique, ni en « petit »…
- Le gras n'est utilisé que pour surligner le titre de l'article dans l'introduction, une seule fois.
- L'italique est rarement utilisé : mots en langue étrangère, titres d'œuvres, noms de bateaux, etc.
- Les citations ne sont pas en italique mais en corps de texte normal. Elles sont entourées par des guillemets français : « et ».
- Les listes à puces sont à éviter, des paragraphes rédigés étant largement préférés. Les tableaux sont à réserver à la présentation de données structurées (résultats, etc.).
- Les appels de note de bas de page (petits chiffres en exposant, introduits par l'outil «  Source ») sont à placer entre la fin de phrase et le point final[comme ça].
- Les liens internes (vers d'autres articles de Wikipédia) sont à choisir avec parcimonie. Créez des liens vers des articles approfondissant le sujet. Les termes génériques sans rapport avec le sujet sont à éviter, ainsi que les répétitions de liens vers un même terme.
- Les liens externes sont à placer uniquement dans une section « Liens externes », à la fin de l'article. Ces liens sont à choisir avec parcimonie suivant les règles définies. Si un lien sert de source à l'article, son insertion dans le texte est à faire par les notes de bas de page.
- La présentation des références doit suivre les conventions bibliographiques. Il est recommandé d'utiliser les modèles {{Ouvrage}}, {{Chapitre}}, {{Article}}, {{Lien web}} et/ou {{Bibliographie}}. Le mode d'édition visuel peut mettre en forme automatiquement les références.
- Insérer une infobox (cadre d'informations à droite) n'est pas obligatoire pour parachever la mise en page.

Pour une aide détaillée, merci de consulter Aide:Wikification.
Si vous pensez que ces points ont été résolus, vous pouvez retirer ce bandeau et améliorer la mise en forme d'un autre article.
Metawin Opas-iamkajorn (en thaïlandais : เมธวิน โอภาสเอี่ยมขจร), également connu sous le nom de Win (en thaïlandais : วิน), né le 21 février 1999 à Bangkok, est un acteur thaïlandais d'origine chinoise. Il est devenu célèbre en 2020 en faisant ses débuts en tant qu'acteur avec la série 2gether : The Series. Il est aujourd'hui reconnu dans l'industrie du divertissement et de la mode. Il est actuellement ambassadeur des marques Prada, , Tiffany & Co et PUMA.

## Biographie
Win est né à Bangkok, en Thaïlande. Il est le troisième enfant de quatre frères et sœurs. Il a deux sœurs ainées Mintra et Mesa ainsi qu'un frère cadet Metas, qui est également acteur.
Metawin a fait ses études secondaires au lycée Panyarat. En 2014, il a participé à un programme d'été en anglais au Royaume-Uni où il a étudié l'anglais. Puis en 2015, il participe à un programme d'été de 42 jours à Taïwan pour étudier le mandarin.
Il a ensuite allé aux États-Unis pour poursuivre ses études en tant qu'étudiant d'échange dans le district scolaire communautaire de Belmond dans l'Iowa où il a réussi le GED (Développement de l'enseignement général).
A son retour en Thaïlande, il s'est inscrit au programme international de la faculté d'économie de l'Université Thammasat, et a été diplômé en 2020. Sa cérémonie de remise des diplômes a eu lieu le 27 mai 2022.
Metawin est entré dans le monde du divertissement en tant qu'acteur stagiaire sous ONE31 pendant environ 1 an. Puis il est passé sous contrat en tant qu'acteur sous GMMTV en 2019. Il est devenu connu pour son rôle principal dans 2gether : The Series en 2020, qui l'ont amené a une notoriété internationale. Il a par la suite nommé son fanbom "Snowball Power".
En juin 2020, Metawin a lancé sa propre marque de mode "Velence" et s'est engagé à reverser une partie de ses revenus à des orphelinats. La même année, il a fondé sa marque de confiserie "Souris" où il vend principalement des macarons et dont il est copropriétaire avec sa sœur, Mintra Opas-iamkajorn. Il a lancé sa troisième entreprise "Velato", une marque de glaces haut de gamme qu'il a ensuite fusionnée avec "Souris". Enfin, en 2024, il a créé sa quatrième entreprise, "Cosie", une nouvelle boutique de desserts développée en collaboration avec sa sœur, Mesa Opas-iamkajorn. 
Depuis le 12 mars 2025, Metawin est également devenu l'un des principaux actionnaires de 'The One Enterprise Public Company Limited (ONEE)', une société leader dans les médias et le divertissement en Thaïlande. 
Parallèlement à ses activités entrepreneuriales, Metawin est devenu, depuis 2022, ambassadeur de nombreuses marques prestigieuses. Il est notamment nommé ambassadeur de la maison de couture de luxe italienne Prada, le 6 janvier 2023, puis de la marque américaine Coca-Cola le 31 juillet 2023. Le 29 février 2024, il est désigné ambassadeur de la maison de joaillerie américaine de luxe Tiffany & Co., avant que la marque allemande PUMA n'annonce sa nomination en tant qu'ambassadeur le 14 mars 2024. Enfin, après un long partenariat, Shiseido nomme Metawin, le 20 février 2025 premier Ami de la marque en Asie du Sud-Est.

## Filmographie

### Films
| Année | Titre                | Rôle                       | Référence |
| ----- | -------------------- | -------------------------- | --------- |
| 2021  | 2gether : The Movie  | Tine Teepakorn Aekaranwong | [ 18 ]    |
| 2024  | Under Parallel Skies | Parin                      | [ 19 ]    |

### Séries télévisées
| Année       | Titre                          | Rôle                           | Référence |
| ----------- | ------------------------------ | ------------------------------ | --------- |
| 2018        | Wife                           |                                |           |
| 2020        | 2gether : The Series           | Tine Teepakorn Aekaranwong     | [ 20 ]    |
| 2020        | Still 2gether                  | Tine Teepakorn Aekaranwong     | [ 21 ]    |
| 2021        | F4 Thailand: Boys Over Flowers | Kavin Taemiyaklin Kittiyangkul | [ 22 ]    |
| 2022        | Devil Sister                   | Namcha Chanawee Chaiwat        | [ 23 ]    |
| 2022        | Good Old Days                  | Maew                           | [ 24 ]    |
| 2023        | Enigma                         | Ajin Nakaritta                 | [ 25 ]    |
| 2024        | Beauty Newbie                  | Guy Karin Sayapisit            | [ 26 ]    |
| 2025        | Break Up Service               | Baimai                         |           |
| A déterminé | Enigma 2                       | Ajin Nakaritta                 | [ 27 ]    |
| A déterminé | Scarlet Heart Thailand         |                                | [ 28 ]    |

## Discographie

### Singles
| Année | Titre                        | Label                    | Référence |
| ----- | ---------------------------- | ------------------------ | --------- |
| 2022  | One More Chance              | GMMTV Records            | [ 29 ]    |
| 2023  | VACAY (Feat : F.HERO & Nene) | High Cloud Entertainment | [ 30 ]    |
| 2023  | Too Late                     | Riser Music              | [ 31 ]    |
| 2024  | Night Ride (Feat : Badmixy)  | Riser Music              | [ 32 ]    |

### Soundtrack and tie-ins
| Année | Titre                         | Notes                                      | Référence |
| ----- | ----------------------------- | ------------------------------------------ | --------- |
| 2020  | Thank You to my Silent Heroes | Special Olympics Theme Song                | [ 33 ]    |
| 2020  | Still 2gether                 | Ost. Still 2gether                         | [ 34 ]    |
| 2020  | That Person Must be You       | Ost. Still 2gether                         | [ 35 ]    |
| 2020  | Dub Dub Jub Jub OK!           | MAMA OK! Theme Song                        | [ 36 ]    |
| 2020  | From the Heart                | Special Olympics Theme Song                | [ 37 ]    |
| 2021  | Ten Years Later               | Ost. 2gether: The Movie                    | [ 38 ]    |
| 2021  | Closer                        | VIVO V215G Ads                             | [ 39 ]    |
| 2021  | Who am I                      | Ost. F4 Thailand: Boys Over Flowers        | [ 40 ]    |
| 2021  | Shooting Star                 | Ost. F4 Thailand: Boys Over Flowers        | [ 41 ]    |
| 2022  | Silhouette                    | Ost. F4 Thailand: Boys Over Flowers        | [ 42 ]    |
| 2022  | Expect Nothing                | Ost. Devil Sister                          | [ 43 ]    |
| 2022  | Law of Attraction             | Love Out Loud Fan Festival 2022 Theme Song | [ 44 ]    |

## Récompenses et Nominations
| Année | Prix                                      | Catégorie                                | Résultat   | Référence |
| ----- | ----------------------------------------- | ---------------------------------------- | ---------- | --------- |
| 2020  | Kazz Awards 2020                          | Kazz Magazine's Favorite                 | Lauréat    | [ 45 ]    |
| 2020  | LINE Thailand People's Choice Awards 2020 | Best Couple                              | Lauréat    | [ 46 ]    |
| 2021  | Sanook's Top of the Year Awards 2021      | Couple of the Year                       | Lauréat    |           |
| 2021  | Sanook's Top of the Year Awards 2021      | The Song of the Year                     | Lauréat    |           |
| 2021  | Thailand Zocial Awards 2021               | Couple of the Year                       | Lauréat    |           |
| 2021  | JOOX Thailand Music Awards 2021           | Top Social Artist of the Year            | Nomination |           |
| 2021  | Line TV Awards 2021                       | Best Rising Star                         | Lauréat    | [ 47 ]    |
| 2021  | Nataraja Awards 2021                      | Best Cast                                | Nomination |           |
| 2021  | Kazz Awards 2021                          | Attractive Young Man of the Year         | Lauréat    | [ 48 ]    |
| 2021  | Kazz Awards 2021                          | Popular Male Teenage Award               | Lauréat    | [ 48 ]    |
| 2021  | Kazz Awards 2021                          | Imaginary Couple of the Year             | Lauréat    | [ 48 ]    |
| 2021  | Kazz Awards 2021                          | Best Scene                               | Lauréat    | [ 48 ]    |
| 2021  | Asia Artist Awards 2021                   | Asia Celebrity Award (Television/Film)   | Lauréat    | [ 49 ]    |
| 2022  | Asia Dramatic TV Award                    | Best Couple                              | Lauréat    | [ 50 ]    |
| 2022  | Thairath Awards 2021                      | Couple of the Year                       | Lauréat    | [ 51 ]    |
| 2022  | JOOX Thailand Music Award                 | Top Social Thai Artist of the Year       | Nomination |           |
| 2022  | Kazz Awards 2022                          | Superstar Awards                         | Lauréat    | [ 52 ]    |
| 2022  | Bangkok Ctritics Assembly Awards          | Best Movie Song                          | Nomination |           |
| 2022  | Manee Mekhala 2022                        | Oustanding Supporting Actor              | Lauréat    | [ 53 ]    |
| 2022  | Suphannahong National Film Awards         | Best Original Song                       | Nomination |           |
| 2022  | Asian Academy Creative Awards 2022        | Best Theme Song or Title Theme           | Lauréat    | [ 54 ]    |
| 2023  | Sanook's Top of the Year Awards 2022      | Actor of the Year                        | Lauréat    | [ 55 ]    |
| 2023  | 11th Tailand Social Awards                | Best Creator Performance on Social Media | Nomination |           |
| 2023  | Nataraja Awards 2023                      | Best Cast                                | Nomination |           |
| 2023  | 28th Asian Television Awards              | Best Actor in a Leading Role             | Nomination |           |
| 2024  | 17th Asian Film Awards                    | AFA Rising Star Award                    | Lauréat    | [ 56 ]    |
| 2024  | Nataraja Awards 2024                      | Best Leading Actor (Short Form)          | Nomination | [ 57 ]    |
| 2024  | Grab Thumbs Up Awards                     | Best Celebrity Store                     | Lauréat    | [ 58 ]    |
| 2024  | Seoul International Drama Awards 2024     | Outstanding Asian Star (Thailand)        | Lauréat    | [ 59 ]    |
| 2024  | Maya Awards 2024                          | Actor of the Year                        | Lauréat    | [ 60 ]    |
| 2024  | HOWE Awards 2024                          | HOWE Popular Vote Award                  | Nomination | [ 61 ]    |
| 2024  | HOWE Awards 2024                          | HOWE New Generation Award                | Lauréat    | [ 62 ]    |
| 2024  | GQ Men of the Year 2024                   | Thailand's Global Star of the Year       | Lauréat    | [ 63 ]    |
| 2024  | TAG Awards Chicago 2024                   | Best actor (Film)                        | Lauréat    | [ 64 ]    |
| 2024  | Thailand Box Office Awards 2024           | Actor Series of the Year                 | Lauréat    | [ 65 ]    |
| 2024  | Thailand Box Office Awards 2024           | Actor Movie of the Year                  | Lauréat    | [ 65 ]    |
| 2025  | The Guitar Mag Awards 2025                | Star Single Hits of the Year             | Lauréat    | [ 66 ]    |